# منطقه تفریحی ملی زمین بین دریاچه‌ها
منطقه تفریحی ملی زمین بین دریاچه‌ها (به انگلیسی: Land Between the Lakes National Recreation Area) یک منطقهٔ مسکونی در ایالات متحده آمریکا است که در شهرستان استوارت، تنسی واقع شده‌است.